# Fontaine-Saint-Lucien
Fontaine-Saint-Lucien ist eine französische Gemeinde mit 176 Einwohnern (Stand 1. Januar 2022) im Département Oise in der Region Hauts-de-France. Die Gemeinde liegt im Arrondissement Beauvais und ist Teil der Communauté d’agglomération du Beauvaisis und des Kantons Mouy.

## Geographie
Die Gemeinde, in der die Liovette, ein kleiner linker Zufluss des Thérain, in der Quelle Source de Calais entspringt, liegt  rund neun Kilometer nördlich von Beauvais.

## Geschichte
Die Gemeinde unterstand früher der Abtei Saint-Lucien in Beauvais.

## Einwohner
| 1962 | 1968 | 1975 | 1982 | 1990 | 1999 | 2006 | 2011 |
| ---- | ---- | ---- | ---- | ---- | ---- | ---- | ---- |
| 129  | 104  | 103  | 125  | 117  | 132  | 150  | 148  |

## Verwaltung
Bürgermeister (maire) ist seit 2008 Laurent Delaere.

## Sehenswürdigkeiten

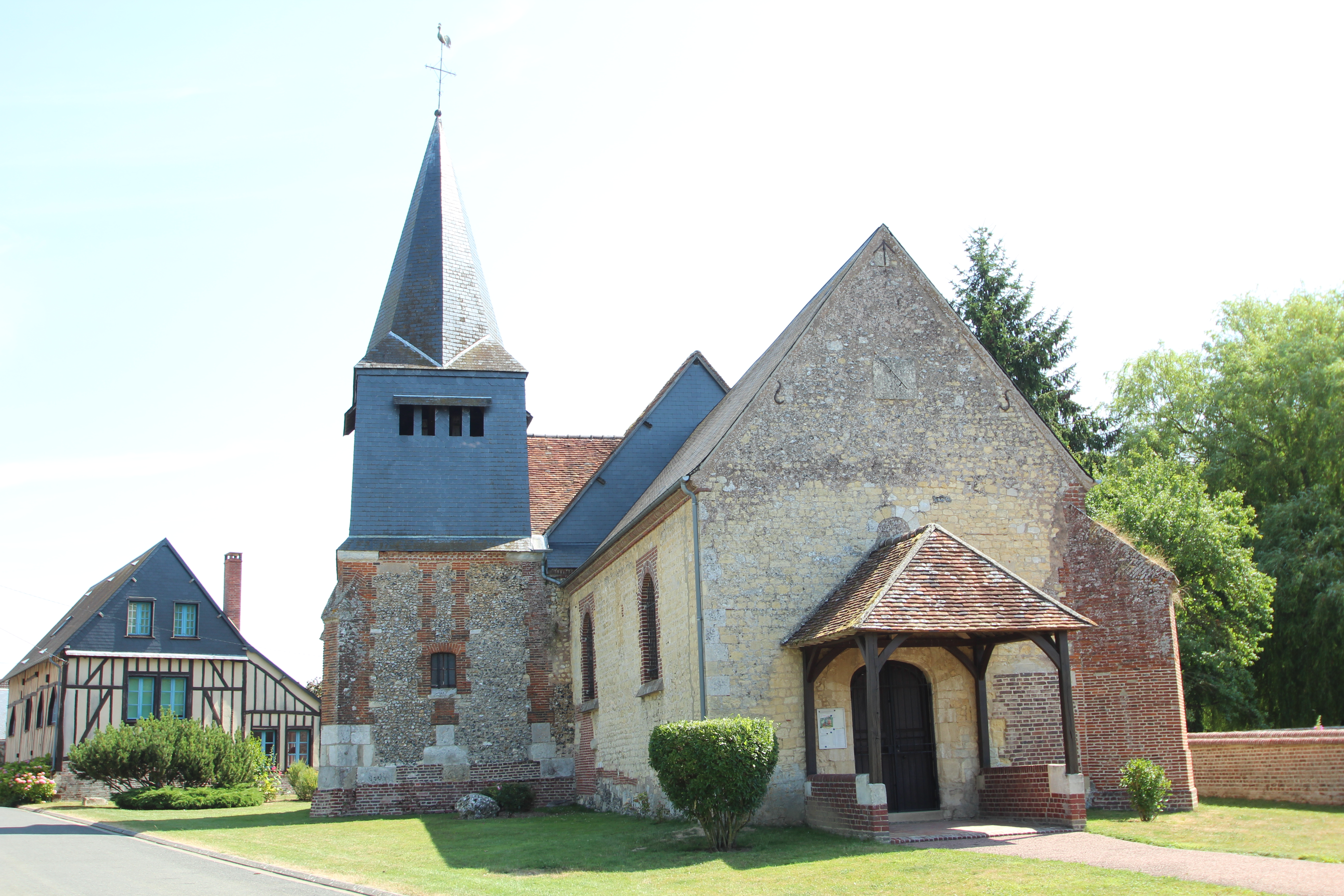
Kirche Saint-Lucien

- Kirche Saint-Lucien[1]